# 張輔
張 輔（ちょう ほ、? - 305年）は、中国西晋の官僚。字は世偉。荊州南陽郡西鄂県（現在の河南省南陽市臥竜区）の人。後漢の著名な発明家、天文学者の張衡の末裔にあたる。晋書に伝が立てられている。

## 経歴
張輔は年少から才幹、器量を現し、従兄の劉喬と共にその名を知られた。西晋に仕え、藍田県令となると、当時、強弩将軍で西域の大族である龐宗と護軍の趙浚の従僕がみずからの豪強を頼みに好き勝手に振舞っており民衆を困惑させていた。張輔は豪強を恐れることなく両者の従僕を捕らえて法に従って処刑した。また龐宗の田地二百を奪って貧家に分配した為、地元人に好意的に受け入れられた。後に山陽県令に移り太尉の陳準の家人が不法を横行させているのを見てこれを処刑した。尚書郎に移り、宜昌亭侯に封じられた。後に御史中丞に任じられ、馮翊太守に遷った。
太安2年（303年）、太尉司馬乂と河間王司馬顒が関中の地に割拠していたが、叛意を抱いており、恵帝は雍州刺史劉沈と秦州刺史皇甫重に司馬顒を討伐させようと密かに勅令を下した。同時に司馬顒は成都王司馬穎と合流して洛陽に進攻する大軍を発していた。司馬顒は劉沈に攻撃され敗れ、長安へと撤退した。張輔は、これを見ると領兵を送って司馬顒を救った。司馬顒は大いに感謝し皇甫重の兵を破って討ち取ると、張輔を代わりの秦州刺史とした。
張輔は秦州に赴任すると、まず天水郡太守封尚を殺し威名を樹立した。また東羌校尉、隴西郡太守韓稚を召しだして合議を行ったが、仲たがいを起こし韓稚の子韓朴が領兵を差し向けて張輔を襲撃した。異民族である羌胡の諸族は、張輔が高僧、帛遠を殺した事を怨んでおり、軽騎兵を率いてこれに参戦した。張輔は遮多谷において韓朴と大戦し、撃破されて殺された。

## 著作
名士優劣論を著し、「管仲鮑叔論」「司馬遷班固論」「曹操劉備論」「楽毅諸葛亮論」などの優劣を論じている。これらは芸文類聚に一部が引用され現存している。
また『張輔集』二巻なる著作も残しているが、これは散逸しており現存していない。